# 朝鮮人民軍の階級
朝鮮人民軍の階級（ちょうせんじんみんぐんのかいきゅう）は朝鮮民主主義人民共和国の事実上の正規軍たる朝鮮人民軍をはじめとする軍事組織において、その構成員の上下関係を明確にするために定められた序列である。
建軍から1952年12月31日までは階級制度自体が存在せず、役職とそれに対応した階級章のみが定められていた。
朝鮮人民軍では、階級のない国家であると言う建前から、諸外国軍の階級にあたるものを「軍事称号」と呼んでいる。その体系はソビエト連邦軍・中国人民解放軍のそれに似ており、士兵（下士官兵に相当）の軍事称号が簡素である一方、軍官（士官に相当）の軍事称号は細分化が進んでいる。これを共産主義諸国の軍隊に特徴的であるとする見方もある。
現在、朝鮮人民軍将校の階級は大・上・中・小だが、朝鮮戦争当時は総・大・中・小の階級名であった。
階級章もソ連・ロシアのものを模している。創設時からソ連軍の肩章に酷似した肩章のみで階級を示していたが、1960年代から戦闘服は襟章、礼装および常勤装は肩章式と分かれ現在へと至る。詳細は軍服 (朝鮮半島)の項目を参照。

## 現在の階級
全体的な制度自体は朝鮮人民軍創設前の人民集団軍時代に制定された階級制度が長らく運用され続けていたが、1998年ごろに下士官兵の階級構成が変更された。下士官には将校待遇制度と思われる「長期服務士官」の制度が導入された。制度の詳細は不明であるが、長期服務士官の階級章は通常の下士官の物と異なり、軍服も将校軍装が適用される。保衛部と護衛司令部は、兵士がなく、すべて将校のみで構成されている。
朝鮮人民軍の階級の特徴としては元帥級の階級が細分化されていることがあげられる。元帥級の階級章には共通の意匠として北朝鮮の国章と巨大な星が採用されている。なお、大元帥から人民軍元帥までの階級章が酷似しているが、星の背後にデザインされた北朝鮮の国花であるモクレンの葉の数に相違がある。
大元帥
北朝鮮の初代最高指導者である金日成は、晩年の1992年4月に朝鮮民主主義人民共和国大元帥の称号を授与された。金日成の長男の第2代最高指導者である金正日は死後の2012年2月15日に朝鮮民主主義人民共和国大元帥の称号を追贈された。2024年現在存命の大元帥は確認されていないが、最高指導者の金正恩が第8次党大会が開催された2021年1月時点で公表こそされてはいないものの、大元帥に昇格していたとの見方も出ている。
共和国元帥
金日成は、1953年2月7日から1992年4月まで、金正日は1992年4月20日から2012年2月14日まで共和国元帥の軍事称号を保持していた。金正恩は2012年7月17日から共和国元帥であり、2024年現在、存命する他の共和国元帥は確認されていない。字義的には国家元帥だが、事実上国家元首専用の階級であり、他国における国家元帥には次に述べる人民軍元帥が相当する。
人民軍元帥
授与されたのは呉振宇、崔光、李乙雪、金永春、玄哲海、李炳鉄、朴正天。2024年5月時点で存命の人民軍元帥は朴正天と李炳鉄。字義的には元帥だが、他国における元帥に相当する次帥の上位であるため、他国における国家元帥に相当する。
人民軍次帥
朝鮮人民軍の最高位人物たちに贈られる北朝鮮独自の軍事称号。将官の上位であるため、他国における元帥に相当する。
|                          | 朝鮮語                  | 日本語     | 肩章       | 肩章       | 肩章       |
| ------------------------ | ----------------------- | ---------- | ---------- | ---------- | ---------- |
| 元帥 원수급 (元帥級)     | 대원수 (大元帥)         | 大元帥     |            |            |            |
| 元帥 원수급 (元帥級)     | 공화국원수 (共和國元帥) | 共和国元帥 |            |            |            |
| 元帥 원수급 (元帥級)     | 인민군원수 (人民軍元帥) | 人民軍元帥 |            |            |            |
| 元帥 원수급 (元帥級)     | 인민군차수 (人民軍次帥) | 人民軍次帥 |            |            |            |
|                          | 朝鮮語                  | 日本語     | 陸軍の肩章 | 海軍の肩章 | 空軍の肩章 |
| 将官 장령급 (將領級)     | 대장 (大將)             | 大将       |            |            |            |
| 将官 장령급 (將領級)     | 상장 (上將)             | 上将       |            |            |            |
| 将官 장령급 (將領級)     | 중장 (中將)             | 中将       |            |            |            |
| 将官 장령급 (將領級)     | 소장 (小將)             | 少将       |            |            |            |
| 佐官 좌관급 (佐官級)     | 대좌 (大佐)             | 大佐       |            |            |            |
| 佐官 좌관급 (佐官級)     | 상좌 (上佐)             | 上佐       |            |            |            |
| 佐官 좌관급 (佐官級)     | 중좌 (中佐)             | 中佐       |            |            |            |
| 佐官 좌관급 (佐官級)     | 소좌 (小佐)             | 少佐       |            |            |            |
| 尉官 위관급 (尉官級)     | 대위 (大尉)             | 大尉       |            |            |            |
| 尉官 위관급 (尉官級)     | 상위 (上尉)             | 上尉       |            |            |            |
| 尉官 위관급 (尉官級)     | 중위 (中尉)             | 中尉       |            |            |            |
| 尉官 위관급 (尉官級)     | 소위 (小尉)             | 少尉       |            |            |            |
| 軍曹 하사관급 (下士官級) | 특무상사 (特務上士)     | 特務上士   |            |            |            |
| 軍曹 하사관급 (下士官級) | 상사 (上士)             | 上士       |            |            |            |
| 軍曹 하사관급 (下士官級) | 중사 (中士)             | 中士       |            |            |            |
| 軍曹 하사관급 (下士官級) | 하사 (下士)             | 下士       |            |            |            |
| 士兵 전사급 (戰士級)     | 상급병사 (上級兵士)     | 上級兵士   |            |            |            |
| 士兵 전사급 (戰士級)     | 중급병사 (中級兵士)     | 中級兵士   |            |            |            |
| 士兵 전사급 (戰士級)     | 초급병사 (初級兵士)     | 初級兵士   |            |            |            |
| 士兵 전사급 (戰士級)     | 전사 (戰士)             | 戦士       |            |            |            |

## 軍官の階級 (1948-1952)
| 민족보위상 (民族保衛相)                                 |
| 총참모장 (總參謀長) 부상 (副相)                         |
| 사단장 (師團長) 려단장 (旅團長) 학교장 (學校長)         |
| 中級指揮官                                              |
| 사단참모장 (師團參謀長) 총좌 (総佐)                     |
| 련대장 (聯隊長) 대좌 (大佐)                             |
| 부련대장 (副聯隊長) 독립대대장 (獨立大隊長) 중좌 (中佐) |
| 대대장 (大隊長) 소좌 (少佐)                             |
| 初級指揮官                                              |
| 부대대장 (副大隊長) 독립중대장 (獨立中隊長) 대위 (総尉) |
| 중대장 (中隊長) 상위 (大尉)                             |
| 부중대장 (副中隊長) 독립소대장 (獨立小隊長) 중위 (中尉) |
| 소대장 (小隊長) 소위 (少尉)                             |

## 1953年
|                     | 階級                                                            | 肩章       | 肩章       | 肩章       |
| 원수급 (元帥級)     |                                                                 |            |            |            |
| ------------------- | --------------------------------------------------------------- | ---------- | ---------- | ---------- |
| 원수급 (元帥級)     | 조선 민주주의 인민 공화국 원수 (朝鮮 民主主義 人民 共和國 元帥) |            |            |            |
| 원수급 (元帥級)     | 조선 민주주의 인민 공화국 차수 (朝鮮 民主主義 人民 共和國 次帥) |            |            |            |
|                     |                                                                 | 陸軍階級章 | 海軍階級章 | 空軍階級章 |
| 장령급 (將領級)     | 대장 (大將)                                                     |            |            |            |
| 장령급 (將領級)     | 중장 (中將)                                                     |            |            |            |
| 장령급 (將領級)     | 소장 (少將)                                                     |            |            |            |
| 좌관급 (佐官級)     | 대좌 (大佐)                                                     |            |            |            |
| 좌관급 (佐官級)     | 상좌 (上佐)                                                     |            |            |            |
| 좌관급 (佐官級)     | 중좌 (中佐)                                                     |            |            |            |
| 좌관급 (佐官級)     | 소좌 (少佐)                                                     |            |            |            |
| 위관급 (尉官級)     | 대위 (大尉)                                                     |            |            |            |
| 위관급 (尉官級)     | 상위 (上尉)                                                     |            |            |            |
| 위관급 (尉官級)     | 중위 (中尉)                                                     |            |            |            |
| 위관급 (尉官級)     | 소위 (少尉)                                                     |            |            |            |
| 하사관급 (下士官級) | 특무상사 (特務上士)                                             |            |            |            |
| 하사관급 (下士官級) | 상사 (上士)                                                     |            |            |            |
| 하사관급 (下士官級) | 중사 (中士)                                                     |            |            |            |
| 하사관급 (下士官級) | 하사 (下士)                                                     |            |            |            |
| 전사급 (戰士級)     | 상등병 (上等兵)                                                 |            |            |            |
| 전사급 (戰士級)     | 전사 (戰士)                                                     |            |            |            |